# کیننیا
کیننیا (به لاتین: Kinniya) یک منطقهٔ مسکونی در سری‌لانکا است که در ناحیه ترینکومالی واقع شده‌است. کیننیا ۶۱٬۵۵۸ نفر جمعیت دارد.